# Yên Huệ công
Yên Huệ công (chữ Hán: 燕惠公; trị vì: 544 TCN-536 TCN), tên thật là Cơ Khoản, là vị vua thứ 26 của nước Yên - chư hầu nhà Chu trong lịch sử Trung Quốc.

## Cuộc đời
Cơ Khoản con của Yên Ý công- vị vua thứ 25 của nước Yên. Năm 545 TCN, Yên Ý công qua đời, Cơ Khoản lên nối ngôi, tức Yên Huệ công.
Năm 540 TCN, Yên Huệ công khinh ghét các họ quý tộc, lập mưu tiêu diệt, rồi trọng dụng các quan lại nguồn gốc thấp hèn như Cơ Tống (姬宋) làm "đại phu", gây ra sự bất bình và phản đối mãnh liệt của các quý tộc trong nước. Các họ quý tộc nổi lên chống Hụê công, Huệ công phải chạy sang nước Tề lánh nạn. Bốn năm sau, Tề Cảnh công sai Cao Yển đến xin Tấn Bình công cùng nhau giúp Yên Huệ công. Liên quân Tấn-Tề hợp sức đưa Yên Huệ công về nước.
Nhưng đi được tới nửa đường thì Yên Huệ công qua đời. Người nước Yên lập Yên Điệu công lên nối ngôi. Sử ký không ghi rõ quan hệ giữa ông và Điệu công.
Yên Huệ công làm vua được 9 năm.